# Avalon (film fra 1990)
 For alternative betydninger, se Avalon (flertydig). (Se også artikler, som begynder med Avalon)
Avalon er en amerikansk film fra 1990 af Barry Levinson.

## Medvirkende
- Armin Mueller-Stahl som Sam Krichinsky
- Aidan Quinn som Jules Kaye
- Elizabeth Perkins som Ann Kaye
- Joan Plowright som Eva Krichinsky
- Leo Fuchs som Hymie Krichinsky